# St.-Ansgar-Kirche (Hemmoor)
Koordinaten: 53° 41′ 31,5″ N, 9° 9′ 20,9″ O
Die St.-Ansgar-Kirche in Hemmoor-Warstade wurde im Jahr 1905 von Richard Herzig erbaut.

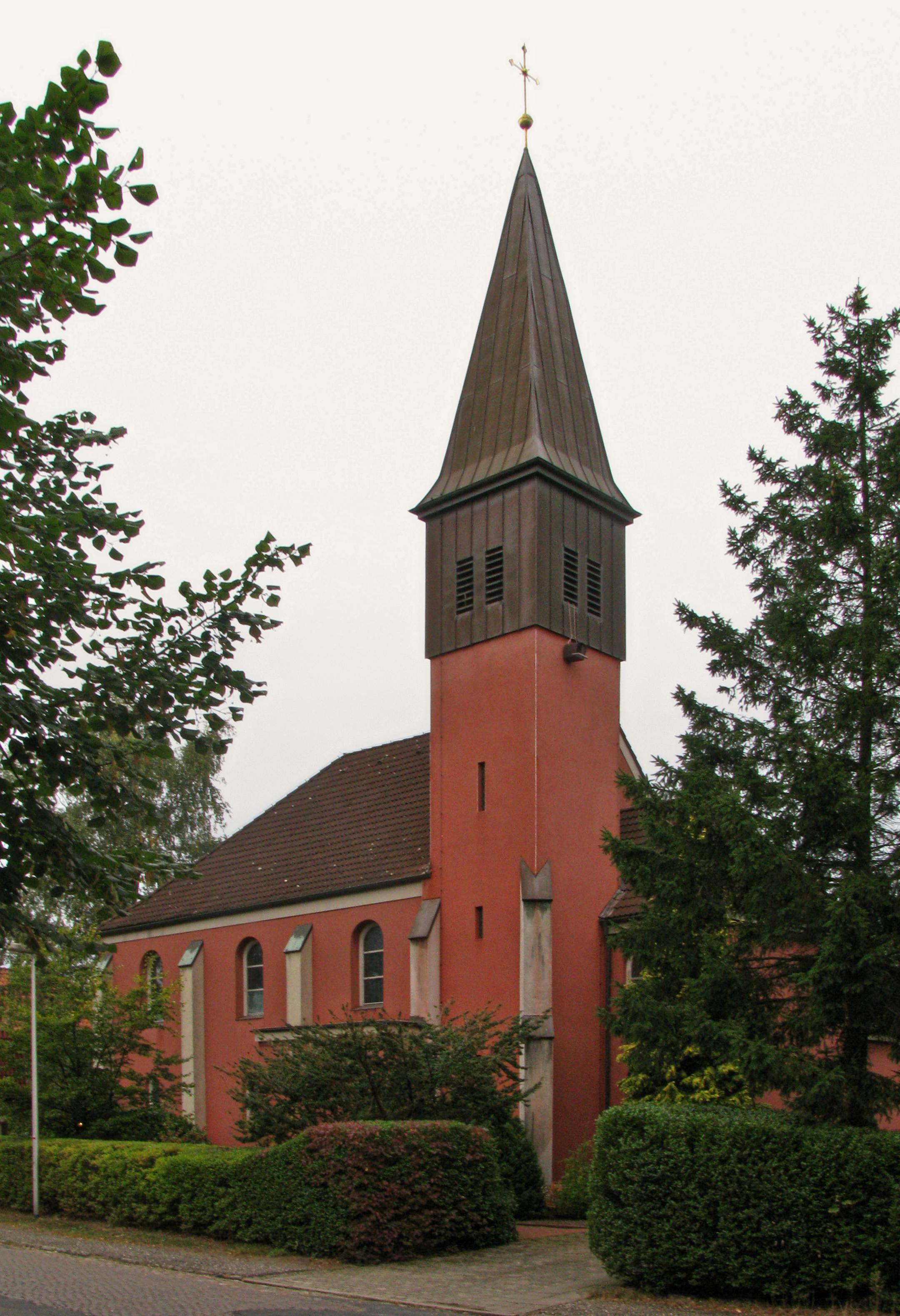
St.-Ansgar-Kirche

## Gebäudedetails

### Altar
Nach dem Zweiten Vatikanischen Konzil ergab sich die Notwendigkeit, den Altarraum in der St.-Ansgar-Kirche Hemmoor-Warstade zu verändern. Mit der Entfernung der Kommunionbänke bot sich der benötigte Raum, um den neuen Altar nach vorne zu stellen. Somit konnte der Priester die Messe der Gemeinde zugewandt feiern. Der blockhafte Altartisch ist mit einer lateinischen Inschrift geschmückt: „Victor quia victima“. Das bedeutet: Er ist der Sieger, weil er besiegt wurde.

### Altarkreuz
Die Christusfigur ist aus Zement gestaltet. Dies ist der Hinweis auf den direkten Zusammenhang zwischen der St. Ansgar-Kirche und dem Hemmoor-Warstader Zementwerk, für deren Arbeiter diese Kirche vor etwa 100 Jahren errichtet worden ist. Das kupferne Altarkreuz selbst ist an seinen vier Enden jeweils mit rubinroten Rohglasbrocken geschmückt – Hinweis auf die Wundmale Christi. Das Altarkreuz zeigt im Detail folgende Ausgestaltung:
- eine stilisierte Dornenkrone
- Die Innenkanten bilden – direkt um die Christusfigur – eine Mandorla (eine mandelförmige Gestaltung, die Künstler um eine besondere Person legen, um deren Erhabenheit auszudrücken)
- Ein übergroßes Herz soll die Liebe Gottes zu den Menschen ausdrücken.

### Taufbecken
Das Taufbecken in seiner Funktion als Weihwasserbecken steht in der Nähe des Eingangs. Auf dem bronzenen Deckel des Taufbeckens ist neben den Wassern auch die Schar der Getauften dargestellt. Die Inschrift „Allen wurde Heil durch dieses Wasser“ verweist darauf, dass durch die Taufe die Aufnahme in die christliche Gemeinschaft gewährt wird.

### Fenster
In den Fenstern wird in einigen Bildern die Lebensgeschichte des Hl. Ansgar gezeigt. Vorne rechts beginnend sieht man den jungen Ansgar als Klosterschüler. Er soll sich zeitlebens in der Gnade Gottes gefühlt haben. Bei der Gestaltung der Fenster hat der Künstler versucht, den Umstand, dass er Gott immer über sich fühlte, im Rundbogen des jeweiligen Fensters auszudrücken. Im zweiten Bild (neben der Orgel) ist Ansgar als junger Lehrer zu erkennen, in dem sich der göttliche Gnadenstrahl auf seinen Schüler geworfen wird. Ansgar war mit 22 Jahren bereits Mönch und Lehrer im Kloster Corvey. Das dritte Bild zeigt ihn, wie er ausgesandt als Missionar auf einem Schiff das Kreuz in die nördlichsten Länder Europas bringt. Auf dem vierten Fenster erkennt man Ansgars Weihe zum Bischof von Hamburg. Das letzte Fenster in der Marienkapelle zeigt die Lichter, die sich Ansgar um sein Totenlager hat aufstellen lassen.